# Teodorico I de Tréveris
Teodorico I de Tréveris(? - 5 de junho de 977, em Mogúncia, segundo outras fontes, 12 de junho de 977) foi arcebispo de Tréveris. Ocupou esse cargo a partir do ano 965 até 977.

## Biografia
Sobre sua formação, nada é sabido. Originalmente Decano da Catedral de Tréveris, ele estava em 961 pela primeira vez num documento de Oto I, que o mostra como reitor para Mogúncia. Foi nomeado arcebispo de Tréveris em 965, dando entrada arquiepiscopal em 966. Foi o primeiro titular de uma igreja romana não italiano, a de Santi Quattro Coronati, no ano 975.